# Regierung Eriksen
Die Regierung Eriksen (dän regeringen Eriksen) unter dem rechtsliberalen Ministerpräsidenten Erik Eriksen war vom 30. Oktober 1950 bis zum 30. September 1953 die dänische Regierung. Amtierender König war Friedrich IX.
Die Regierung Eriksen war das 45. dänische Kabinett seit der Märzrevolution. Neben der Venstre gehörte Det Konservative Folkeparti der Regierung an.

## Kabinettsliste
| Ressort                        | Name                | Partei                      | Amtsperiode                |
| ------------------------------ | ------------------- | --------------------------- | -------------------------- |
| Ministerpräsident              | Erik Eriksen        | Venstre                     |                            |
| Äußeres                        | Ole Bjørn Kraft     | Det Konservative Folkeparti |                            |
| Finanzen                       | Thorkild Kristensen | Venstre                     |                            |
| Verteidigungsminister          | Harald Petersen     | Venstre                     |                            |
| Kirche                         | Jens Sønderup       | Venstre                     | bis zum 13. September 1951 |
| Kirche                         | Carl Hermansen      | Socialdemokraterne          | ab dem 13. September 1951  |
| Bildung                        | Flemming Hvidberg   | Det Konservative Folkeparti |                            |
| Justiz                         | Helga Pedersen      | Venstre                     |                            |
| Inneres und Wohnen             | Aksel Møller        | Det Konservative Folkeparti |                            |
| öffentliche Arbeiten           | Victor Larsen       | Det Konservative Folkeparti | bis zum 24. April 1952     |
| öffentliche Arbeiten           | Jørgen Jørgensen    | Det Konservative Folkeparti | ab dem 30. April 1952      |
| Landwirtschaft                 | Henrik A.R. Hauch   | Venstre                     | bis zum 13. September 1951 |
| Landwirtschaft                 | Jens Sønderup       | Venstre                     | ab dem 13. September 1951  |
| Fischerei                      | Knud Rée            | Venstre                     |                            |
| Industrie, Handel und Seefahrt | Ove Weikop          | Det Konservative Folkeparti | bis zum 13. September 1951 |
| Industrie, Handel und Seefahrt | Aage Rytter         | Det Konservative Folkeparti | ab dem 13. September 1951  |
| Soziales und Arbeit            | Poul Sørensen       | Det Konservative Folkeparti |                            |

## Quelle
- Statsministeriet: Regeringen Erik Eriksen